# Leia picta
Leia picta är en tvåvingeart som beskrevs av Johann Wilhelm Meigen 1830. Leia picta ingår i släktet Leia och familjen svampmyggor. Arten är reproducerande i Sverige. Inga underarter finns listade i Catalogue of Life.